# Lekker Weertje
Lekker Weertje is een Nederlands televisieprogramma dat sinds de zomer van 2014 wordt uitgezonden door Omroep MAX bij de Publieke Omroep. In het programma gaan oud-journaallezer Philip Freriks en voormalig weerman Erwin Kroll met een oldtimer op stap in Nederland en onderzoeken hoe het weer invloed heeft op Nederland en de mens, met invloed op onder andere de geschiedenis en de kunst. Per aflevering worden drie of vier onderwerpen van het thema besproken met een deskundige.
In 2014 werden er zes afleveringen gemaakt en in 2015 zijn wederom zes afleveringen uitgezonden. 

## Uitzendingen
| Datum            | Titel                               |
| ---------------- | ----------------------------------- |
| 17 juli 2014     | Het geheim van de Enkhuizer Almanak |
| 24 juli 2014     | Verleden, heden en toekomst         |
| 31 juli 2014     | De prijs van het weer               |
| 7 augustus 2014  | De Hollandse meesters               |
| 14 augustus 2014 | Winterdips en de wind               |
| 21 augustus 2014 | Het weer in de geschiedenis         |
| 2 juni 2015      | Windkracht 12                       |
| 9 juni 2015      | Winter                              |
| 16 juni 2015     | De zon                              |
| 23 juni 2015     | Thermiekbellen                      |
| 7 juli 2015      | Wolkenluchten                       |
| 14 juli 2015     | Bijbelse Plagen                     |